# Riềng rừng
Riềng rừng (danh pháp hai phần: Alpinia conchigera) là cây thân thảo thuộc họ Gừng.
Cây có mặt ở Ấn Độ, Indonesia, Malaysia, Thái Lan, Lào, Campuchia, Trung Quốc, Việt Nam (các khu vực: Đồng Nai, Thành phố Hồ Chí Minh, An Giang).
Cây có thể cao đến 2 m, ra hoa tháng 5 đến tháng 7. Thân rễ có thể dùng làm thuốc và làm men rượu.